# Рейчел Йодер
Рейчел Йодер (англ. Rachel Yoder) — американська письменниця з Айова-Сіті, штат Айова, авторка роману «Нічна сучка».

## Життя та кар'єра
Йодер виросла в менонітській громаді, заснованій на свідомому виборі способу життя, в передгір'ях Аппалачів у Східному Огайо, перш ніж розпочала навчатися за програмою публіцистичної майстерності в Університеті Айови та здобула ступінь магістра образотворчих мистецтв в Університеті Аризони. Вона здобула ступінь бакалавра в Джорджтаунському університеті. Засновниця draft: the journal of process.
2021 року видала дебютний роман «Нічна сучка», визнаний «найкращою книжкою року» за версією журналів Esquire та Vulture, а також став фіналістом премії PEN/Hemingway Award за дебютний роман та інших нагород. 2024 року за мотивами книжки зняли фільм за участю Емі Адамс, яка за виконання цієї ролі отримала номінацію на «Золотий глобус» за «Найкращу жіночу акторку у фільмі, мюзиклі чи комедії».
Йодер зараз є доценткою кафедри сценарної майстерності та кіномистецтва в Університеті Айови.

## Переклади українською
2025 року у видавництві «Грушка» вийде український переклад роману «Нічна сучка».